# Osmola
Osmola – wieś w Polsce położona w województwie podlaskim, w powiecie siemiatyckim, w gminie Dziadkowice.
Miejscowość jest siedzibą rzymskokatolickiej parafii Matki Bożej Bolesnej w dekanacie siemiatyckim.
W latach 1975–1998 miejscowość administracyjnie należała do województwa białostockiego.

## Demografia
Według Powszechnego Spisu Ludności z 1921 roku wieś zamieszkiwało 418 osób, wśród których 401 było wyznania rzymskokatolickiego, 7 prawosławnego, 1 ewangelickiego, 1 greckokatolickiego a 8 mojżeszowego. Jednocześnie 410 mieszkańców zadeklarowało polską przynależność narodową, a 8 żydowską. Było tu 81 budynków mieszkalnych.

## Zabytki
- kościół parafialny pod wezwaniem Matki Boskiej Bolesnej, 1923-1929, nr rej.:A-45 z 15.12.1982[8].

|  | 1. 2. 3. 4. 5. 6. 7. 8. - Osmola, [w:] Słownik geograficzny Królestwa Polskiego, t. XV, cz. 2: Januszpol – Wola Justowska, Warszawa 1902, s. 418. |